# Karamolla, Hınıs
Karamolla là một xã thuộc huyện Hınıs, tỉnh Erzurum, Thổ Nhĩ Kỳ. Dân số thời điểm năm 2011 là 21 người.